# Ozyptila secreta
Ozyptila secreta es una especie de araña cangrejo del género Ozyptila, familia Thomisidae.

## Distribución
Esta especie se encuentra en Suiza e Italia.